# Paul Grant
Paul Grant (23 maart 1993) is een Schots voetbaldoelman die voor Hibernian speelt.
Op 12 mei 2012 maakte Grant zijn debuut voor Hibernian tegen de Inverness Caledonian Thistle in de Scottish Premier League.